# سيرغي رودين
سيرغي رودين (بالروسية: Родин, Сергей Александрович)‏ (24 يناير 1981 في روسيا - 16 يناير 2021) هو لاعب كرة قدم روسي في مركز الوسط. لعب مع أنجي محج قلعة ونادي سيسكا موسكو ونادي كوبان كراسنودار وسوكول ساراتوف ‏ وسبورتاكادمكلوب موسكو ‏ وميتالورج كوزباس نوفوكوزنتسك ونادي فيدنو ‏ وكريستال سمولينسك ‏.

## وصلات خارجية
- سيرغي رودين على موقع قاعدة بيانات كرة القدم.إي يو (الإنجليزية)